# Андрингитра
Андрингитра планине (Andringitra) се налазе у јужном делу Мадагаскара. Највиши врх је Боби (Pic Boby 2.069 m). Ове планине су дугачке 62 km, а широке 10 km. Изграђене су од гранита, а налазе се на прекамбријској основи, што доказује да су настале изненадном вулканском активношћу. Има много стрмих литица и неколико вулканских облика у рељефу. На појединим местима је гранит изразито еродиран.